# 방글라데시인

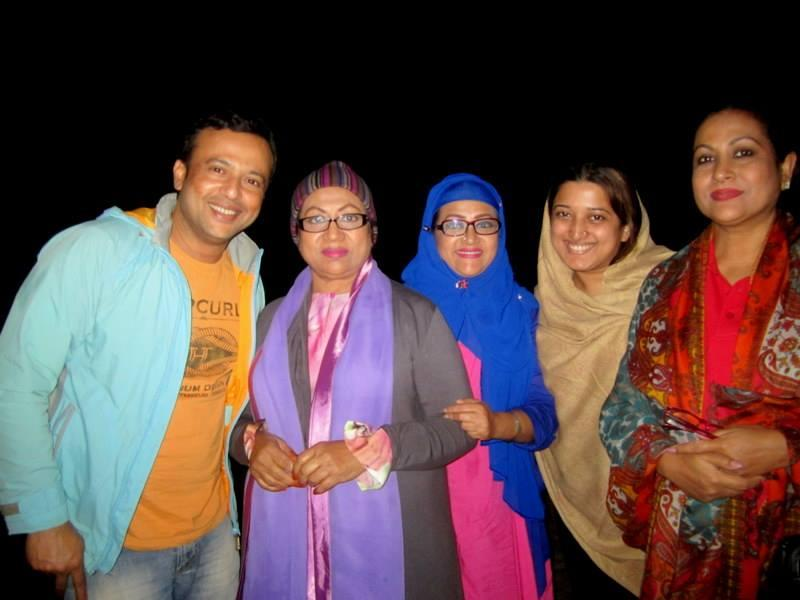
방글라데시의 배우들. 2014년 촬영

방글라데시인(벵골어: বাংলাদেশী 방라데시)은 방글라데시 인민공화국의 국적을 가진 사람과 그 자손들을 가리킨다. 방글라데시인의 98%는 벵골인이고 그 외 소수 민족은 1.1% 정도이다. 방글라데시 정부는 27개의 소수 민족이 방글라데시 안에 살고 있다고 조사하였다. 치타공 구릉지는 방글라데시의 다른 지역보다 소수 민족이 더 많이 살고 있다.

## 하위 민족 집단
방글라데시인의 대다수는 벵골인으로 98% 이상을 차지하고 있다. 벵골인은 인도-아리아인 계통으로 대부분은 현재 방글라데시와 인도의 서벵골로 나뉜 벵골 지역에서 살고 있다. 인도의 트리푸라 주는 1947년 인도와 파키스탄의 분리 독립 당시 동파키스탄에 3면이 둘러쌓이면서 많은 힌두교 벵골인들이 동벵골을 떠나 이주하여 선주민이던 콕보록어를 사용하는 트리푸라족보다 많은 다수 민족이 되었다. 1949년 조약에 따라 트리푸라 주는 인도에 가입하였고, 오늘날에도 트리푸라 주의 다수 민족이다.
방글라데시의 소수 민족으로는 마니푸르인, 카시족, 산탈족, 차크마족, 가로족, 비하르인, 오라온족, 문다족, 로힝야인 등이 있으며 1981년 인구 통계 당시 소수민족의 인구는 897,828 명이었다. 치타공 구릉지에는 차크마족, 말마족, 트리푸라인을 비롯한 12개의 소수민족들이 선주민으로 거주해왔으며, 이들은 일반적으로 줌머인이라 불린다. 줌머인은 몽골계의 인종적 특성을 가지고 있다.
비하르족의 다수는 인도의 분할 과정에서 동벵골로 이주해온 무슬림이며, 비하르인 외에도 벵골 밖에 살던 벵골인이 아닌 무슬림이 인도의 분할 과정에서 이주해온 사람이 소수 있다. 이들은 방글라데시 독립 전쟁 이후 국적을 인정받지 못하고 차별을 받았으며, 일부는 스스로를 파키스탄인이라고 자처하기도 한다. 이들은 오도가도 못하게 된 파키스탄인이라고 불린다. 21세기에 들어서야 다카 고등법원은 이들은 방글라데시 국민이라고 판결했다.

## 언어
방글라데시에는 38개의 서로 다른 언어가 사용되지만 절대 다수를 차지하는 벵골어가 링구아 프랑카로서 사용된다. 과거 영국의 식민지배 영향으로 영어역시 법률, 사업, 미디어, 교육 등에서 준공용어로 사용되고 있다. 소수 민족들은 각자 고유의 언어를 모국어로 사용한다.

## 종교
방글라데시인의 89%는 이슬람을 신봉하는 무슬림이다. 이들 대부분은 수니파이지만 소수의 시아파와 아마디야 신자도 있다.
힌두교 신자는 전체 인구의 10% 정도이며 방글라데시는 인도, 네팔 다음으로 힌두교 신자가 많은 나라이다. 그 외에 불교, 기독교 등의 종교를 믿는 인구는 전체의 1% 정도이다. 2003년 정부 여론 조사에서 스스로를 무신론자로 생각하는 사람은 극히 드물었다.

## 같이 보기
- 벵골인
- 파키스탄인
- 인도인